# Anna Gabriella Ceccatelli

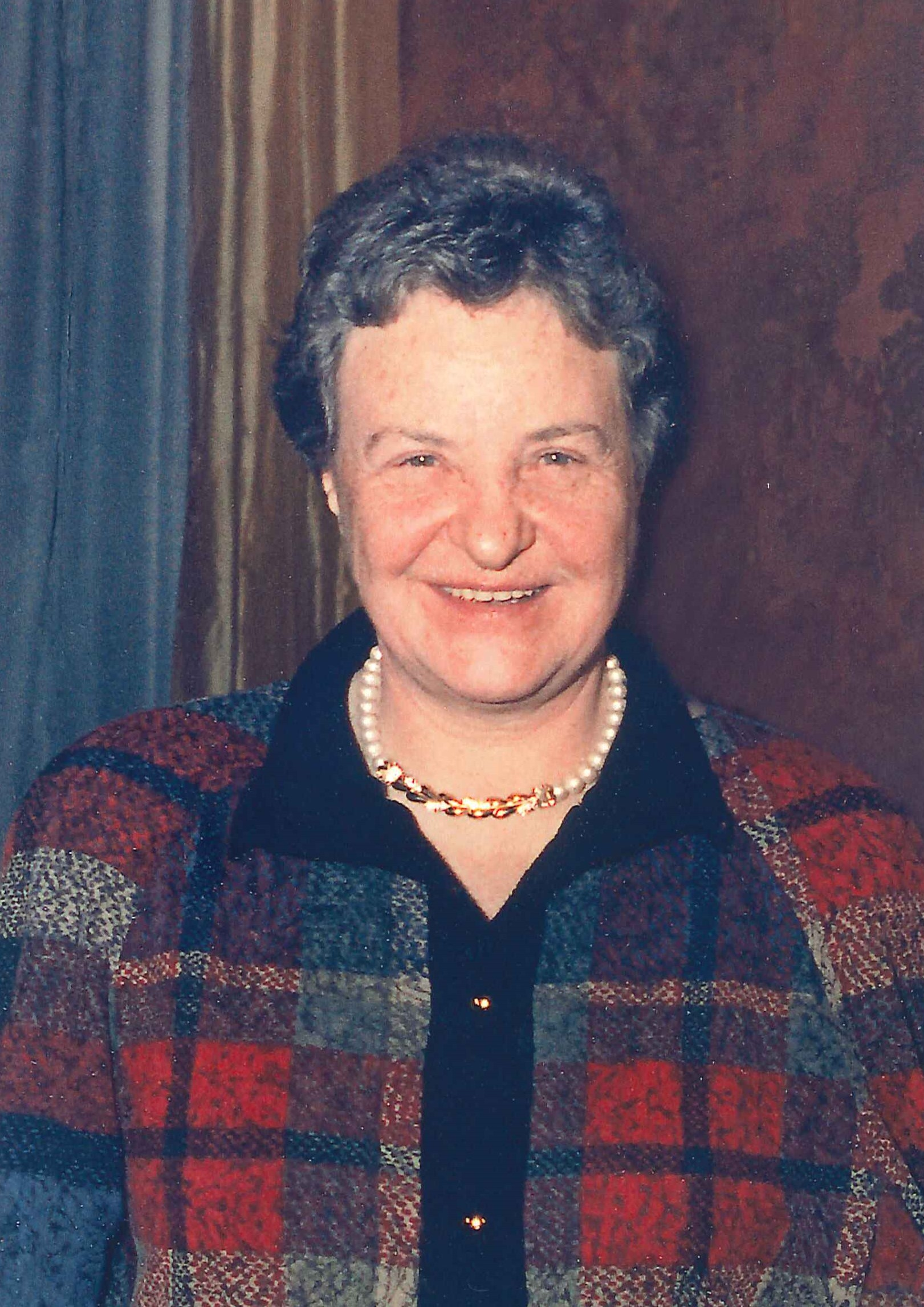
Anna Gabriella Ceccatelli, política Italiana

Anna Gabriella Ceccatelli, conhecida como Gabriella (1 de dezembro de 1927 - 21 de fevereiro de 2001), foi uma política italiana.

## Biografia
Ceccatelli nasceu em Prato, Toscana, no dia 1 de dezembro de 1927.
Ceccatelli também foi senadora entre 1983 e 1992 pelo partido Democracia Cristã. Durante este período, ela foi subsecretária do ministério do meio ambiente nos governos de Giovanni Goria e de De Mita de 1987 a 1989. Ela tinha laços estreitos com associações católicas. Serviria também como secretária nacional do Movimento de Mulheres pela Democracia Cristã.
Ela morreu em Roma, em 21 de fevereiro de 2001.